# Castroverde
Castroverde è un comune spagnolo di 3 378 abitanti situato nella comunità autonoma della Galizia.